# Parc Nacional de Dovrefjell-Sunndalsfjella
El Dovrefjell-Sunndalsfjella és un parc nacional de Noruega. Fou fundat el 2002 a partir de l'original Parc Nacional Dovre, fundadat el 1974. ocupant 1.693 km² i abasta àrees en tres comtats noruecs: Oppland, Sør-Trøndelag i Møre og Romsdal i inclou gran part de la serralada de Dovrefjell.

## Ecologia
El parc nacional fou establert per:
- Preservar una àrea gran, contínua i essencialment intacte la muntanya,
- Preservar un ecosistema alpí amb la seva biodiversitat natural,
- Preservar una part important de la gamma de les existències de rens salvatges en Snøhetta i Knutshø,
- Salvaguardar una variació d'hàbitats,
- Preservar la morfologia del paisatge i els seus dipòsits geològics distintius,
- La protecció del patrimoni cultural .

El públic no té accés a l'experiència de la natura a través de l'exercici de la vida a l'aire lliure tradicional i senzilla, amb una infraestructura tècnica única establerta en un grau molt modest.
Part de la vida de les plantes és anterior a l'última edat de gel. El cim més alt del parc és el Snøhetta, 2.286 metres. Al parc hi ha tot d'espècies de rens noruecs protegides i en perill d'extinció.
Un atractiu natural inigualable a Noruega és la cascada d'Åmotan, de 156 metres. Es troba a la carretera 70 entre Oppdal i Sunndalsøra a la frontera nord del parc nacional.